# Cmentarz żydowski w Rypinie
Cmentarz żydowski w Rypinie – został założony w połowie XVIII wieku (według innych źródeł – w XIX w.) i znajduje się przy ulicy Spokojnej. Ma powierzchnię 0,35 ha. Podczas II wojny światowej został zdewastowany przez nazistów, a płyty nagrobne posłużyły do budowy chodników w jednym z niemieckich gospodarstw rolnych Rypina. Kilkadziesiąt lat po wojnie płyty wyeksponowano, tworząc lapidarium.

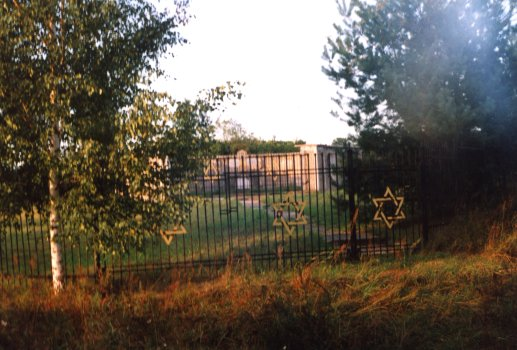
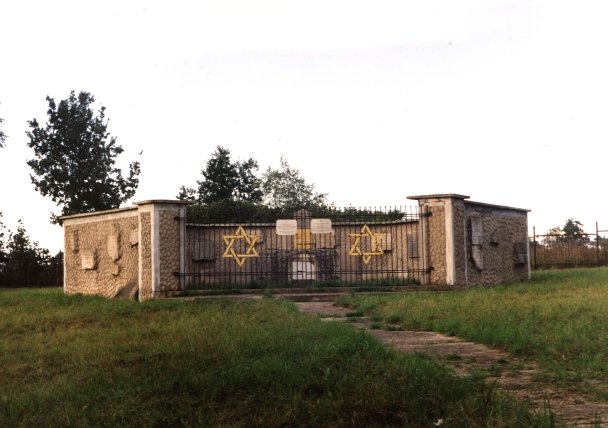
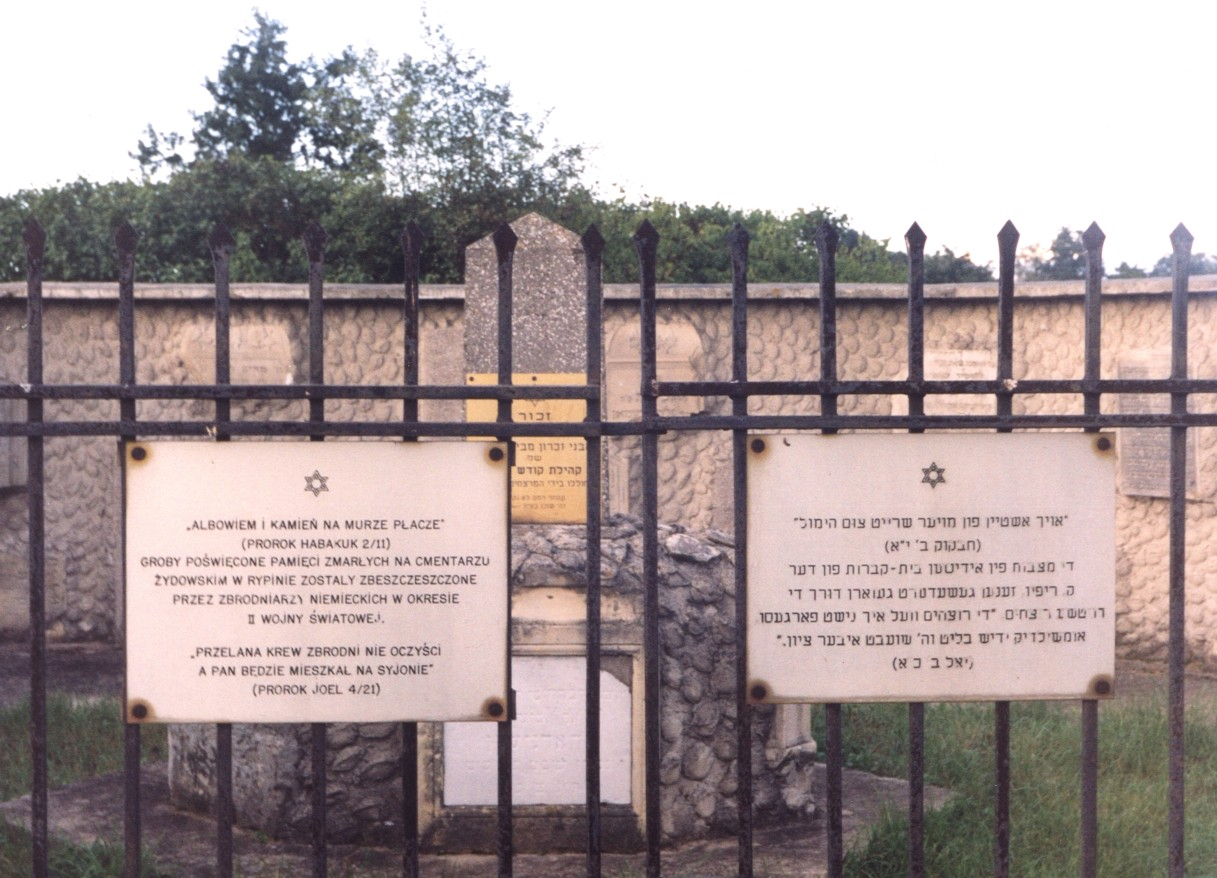

Za zniszczenie cmentarza odpowiedzialni są Niemcy z organizacji Selbstschutz oraz z Gestapo. Profanacji nagrobków dopuścił się również Otto Schepull. Po wojnie, przez kilkadziesiąt lat, cmentarzem bezinteresownie opiekował się Jan Smoliński. Natomiast Beniamin Stencel oraz inni potomkowie Żydów rypińskich doprowadzili do wybudowania lapidarium.
Już w 1990 r. w przewodniku krajoznawczym Pamiątki i zabytki kultury żydowskiej w Polsce cmentarz został opisany przez Przemysława Burcharda, autorowi nie udało się jednak dotrzeć do macew.